# Blocco maiuscole

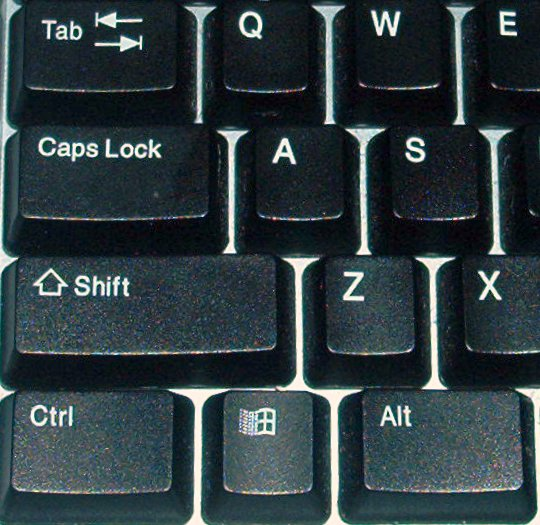
Il tasto (o) in una moderna tastiera.

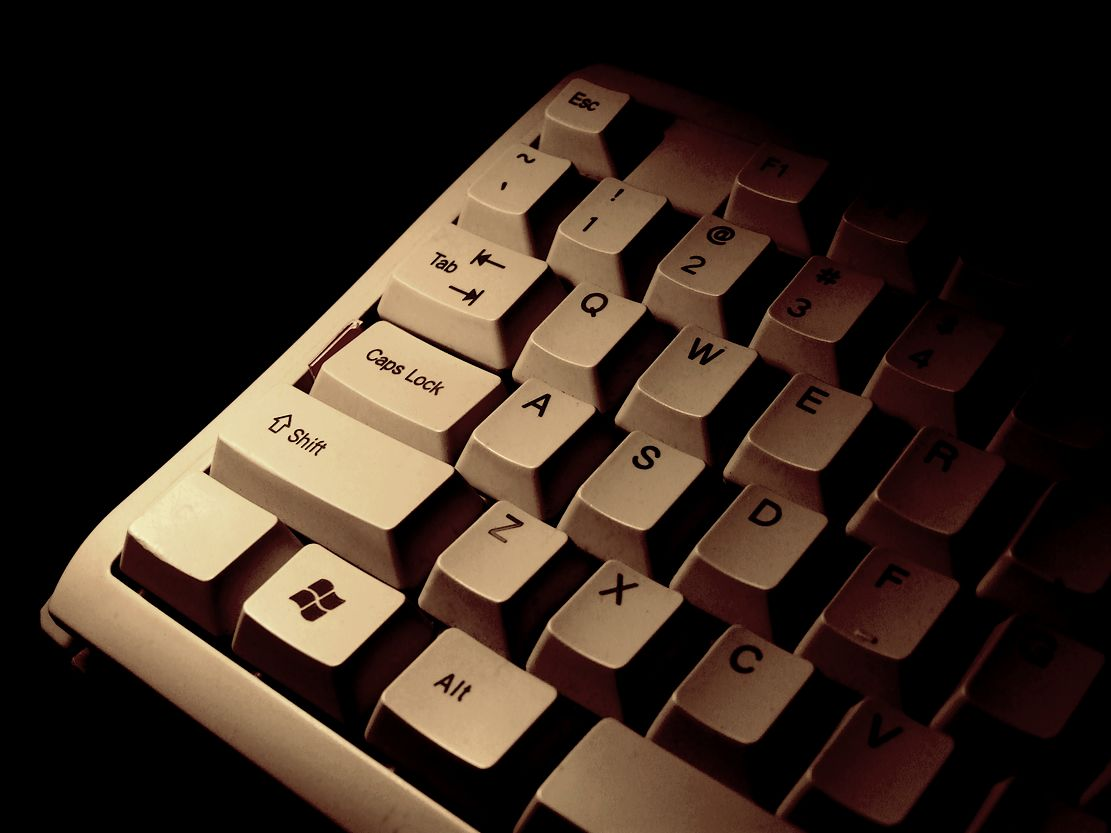
Un esempio di tasto che resta premuto.

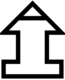
Pittogramma ISO/IEC 9995

Il blocco maiuscole ⇪ Bloc Maiusc, detto anche caps lock Caps Lock (dall'abbreviazione inglese di "capitals lock"), è un tasto presente su molte tastiere per computer. Premendolo si imposta una modalità di inserimento del testo in cui tutte le lettere che vengono digitate sono rese in maiuscolo. La tastiera rimane in modalità blocco maiuscole finché l'utente non preme nuovamente il tasto; in genere la pressione del tasto maiuscolo mentre la tastiera è in modalità blocco maiuscole ne provoca il funzionamento all'opposto, cioè consente l'inserimento temporaneo di lettere in minuscolo.
Per segnalare che la tastiera è nello stato di blocco maiuscole, molti costruttori inseriscono una piccola spia luminosa (generalmente un LED), o nello stesso tasto oppure insieme a quelle del blocco scorrimento e del blocco numeri, mentre altri utilizzano dei tasti che restano premuti.
Le interfacce grafiche dei moderni sistemi operativi spesso segnalano all'utente se il tasto ⇪ Bloc Maiusc è stato premuto quando avviene l'inserimento di testo all'interno di campi sensibili alle maiuscole, ad esempio nei campi usati per inserire le password nelle schermate di accesso.

## Blocco maiuscole e shift lock
Esiste anche il tasto shift lock Shift Lock, che agisce sulle lettere e su tutti i tasti che presentano due livelli di caratteri stampati sul tasto, cioè i tasti numerici oppure quelli di punteggiatura, mentre il tasto ⇪ Bloc Maiusc agisce soltanto sulle lettere. Nonostante il tasto shift lock non sia la stessa cosa del tasto maiuscole, le tastiere moderne difficilmente li hanno entrambi: è più facile trovare il solo tasto Shift Lock sui computer più vecchi, mentre su quelli più recenti è solitamente presente solo il ⇪ Bloc Maiusc e, per ottenere il carattere superiore dei tasti numerici e di punteggiatura, occorre tenere premuto uno dei tasti ⇧ Maiusc. I computer Commodore a 8 bit, come il C64, ad esempio, avevano il tasto Shift Lock (che rimaneva premuto finché non veniva nuovamente azionato) ma non il tasto ⇪ Bloc Maiusc.

## Giornate internazionali del blocco maiuscole
Il 28 giugno e il 22 ottobre sono riconosciuti sul web come Giornate internazionali del blocco maiuscole, create nel 2000 sotto forma di parodie, che consistono nello scrivere messaggi di vario genere con il blocco maiuscole attivato.